# Iulia-Ionela Ionică
Iulia-Ionela Ionică (bis März 2004 beim Weltschachbund FIDE als Iulia Ionica; * 4. Juli 1980 in Bukarest) ist eine rumänische Schachspielerin.

## Erfolge
2001 gewann sie in Târgoviște die rumänische Einzelmeisterschaft der Frauen, 2003 in Bukarest das November-Turnier. Einen zweiten Platz bei der rumänischen Frauenmeisterschaft erreichte sie 2007 in Amara (hinter Corina-Isabela Peptan), einen dritten Platz jeweils 2004 in Brașov und 2006 in Predeal. Vereinsschach spielte sie in Rumänien für Hidrocon Bacău, mit Stand 2011 für C.S.M. Craiova, und in der kroatischen 1. Frauenliga für Draga Rijeka. In Deutschland spielte sie in der 1. Frauenbundesliga in der Saison 2008/09 für den SK Großlehna. Sie war, wie auch die rumänische Spitzenspielerin Carmen Voicu-Jagodzinsky, Mitglied des sauerländischen SV Hemer.
Sie trägt seit November 2008 den Titel Großmeister der Frauen (WGM). Die Normen hierfür erzielte sie im Februar 2004 beim Sozina Open in Bar, im Februar 2007 bei der Endrunde der rumänischen Einzelmeisterschaft in Amara sowie beim WGM-Turnier Mediterranean Flowers im März 2008 in Rijeka, bei dem sie hinter der Argentinierin Carolina Luján den zweiten Platz belegte. Ihre Elo-Zahl beträgt 2177 (Stand: Juli 2024), damit läge sie auf dem zehnten Platz der rumänischen Elo-Rangliste der Frauen, wird jedoch als inaktiv geführt, da sie seit der rumänischen Mannschaftsmeisterschaft der Frauen im September 2022 keine Elo-gewertete Partie mehr gespielt hat. Die bisher höchste Elo-Zahl Iulia-Ionela Ionicăs war 2295 im April 2004.

## Partiebeispiel
Beim Astral Open in Bukarest im April 2001 gelang ihr ein Sieg gegen den zu diesem Zeitpunkt knapp 200 Elo-Punkte stärkeren Vlad-Cristian Jianu durch eine Mattkombination unter Opferung eines Turms und eines Läufers:
1. e2–e4 c7–c5 2. Sg1–f3 Sb8–c6 3. d2–d4 c5xd4 4. Sf3xd4 Sg8–f6 5. Sb1–c3 e7–e5 6. Sd4–b5 d7–b6 7. Lc1–g5 a7–a6 8. Sb5–a3 b7–b5 9. Sc3–d5 Lf8–e7 10. Lg5xSf6 Le7xLf6 11. c2–c3 0–0 12. Sa3–c2 Ta8–b8 13. h2–h4 Lf6–e7 14. Sc2–e3 Lc8–e6 15. g2–g3 Dd8–c7 16. Dd1–d2 Tf8–c8 17. Ta1–d1 Le7–d8 18. Lf1–g2 Sc6–e7 19. 0–0 Tc8–c5 20. Sd5–b4 Tb8–b6 21. Sb4–d3 Tc5–c7 22. f2–f4 e5xf4 23. Sd3xf4 Tc7–c5 24. Dd2–d4 Ld8–c7 25. Sf4xLe6 Dd7xSe6 26. Se3–d5 Se7xSd5 27. e4xSd5 De6–d7 28. Kg1–h2 Tb6–b8 29. Lg2–h3 Dd7–d8
|   | a | b | c | d | e | f | g | h |   |
| 8 |   |   |   |   |   |   |   |   | 8 |
| 7 |   |   |   |   |   |   |   |   | 7 |
| 6 |   |   |   |   |   |   |   |   | 6 |
| 5 |   |   |   |   |   |   |   |   | 5 |
| 4 |   |   |   |   |   |   |   |   | 4 |
| 3 |   |   |   |   |   |   |   |   | 3 |
| 2 |   |   |   |   |   |   |   |   | 2 |
| 1 |   |   |   |   |   |   |   |   | 1 |
|   | a | b | c | d | e | f | g | h |   |

Stellung nach 29. … Dd7–d8
30. Tf1xf7 Kg8xTf7 31. Lh3–e6+ Kf7–g6 32. Dd4–f4 Dd8–e7 33. Le6-Lf7+
Jianu gab auf. Als einzig möglicher Zug blieb ihm das Schlagen des Schach gebenden weißen Läufers auf f7 mit seiner Dame, was ein sofortiges Matt mit Df4–g5++ nach sich gezogen hätte: Der schwarze König hat durch die Blockade des Feldes f7 durch seine eigene Dame kein Fluchtfeld mehr.